# Сьюэлл, Терри
Террисина Андреа «Терри» Сьюэлл (англ. Terrycina Andrea "Terri" Sewell, 1 января 1965, Хантсвилл, Алабама) — американский политик, представляющая Демократическую партию. Член Палаты представителей США от 7-го избирательного округа Алабамы с 3 января 2011 года.

## Биография
Родилась в семье тренера по баскетболу и библиотекарши, ставшей первой чёрной женщиной, избранной в городской совет Сельмы. Получила степень бакалавра искусств в Принстонском университете (1986). Во время обучения стажировалась у политиков-демократов из Алабамы: конгрессмена от 7-го округа Ричарда Шелби и сенатора Хауэлла Хефлина. Окончила Оксфордский университет со степенью магистра искусств по политологии (1988) и юридический факультет Гарвардского университета (1992). После его окончания стала помощником федерального судьи в Алабаме.
С 1994 года работала в нью-йоркской юридической фирме Davis Polk & Wardwell. В 2004 году вернулась в Алабаму и стала первой афромериканкой-партнёром бирмингемской юридической фирмы Maynard, Cooper & Gale PC.
В 2010 году баллотировалась в Палату представителей США по седьмому округу Алабамы, где действующий конгрессмен Артур Дэвис вместо переизбрания решил бороться за пост губернатора штата. Седьмой округ Алабамы является единственным округом штата с афроамериканским большинством и на выборах уверенно поддерживает кандидатов от Демократической партии. На выборах 2010 года Сьюэлл победила республиканца Дона Чемберлена, набрав 72,4 % процента голосов избирателей. В 2012 году она опять победила Чемберлена, а в 2014, 2016, 2018 и 2020 годах переизбиралась на безальтернативной основе.